# Douglas DF
Douglas DF – amerykańska pasażerska łódź latająca, wyprodukowana w latach 30. XX wieku przez Douglas Aircraft Company. Łódź mogła zabrać na pokład 32 pasażerów, lub 16 pasażerów w kabinach sypialnych. Prototyp samolotu oraz pierwszy egzemplarz produkcyjny sprzedano Związkowi Radzieckiemu pod nazwą DF-195. Dwa pozostałe egzemplarze produkcyjne kupiły japońskie linie lotnicze Dai Nippon Koku KK (Greater Japan Air Lines). Japońskie Douglasy, oznaczone HXD-1 oraz HXD-2, były testowane przez Lotnictwo Cesarskiej Marynarki Wojennej pod nazwą Shisaku D-Gata Hikotei (doświadczalna łódź latająca Typ D). Drugi z egzemplarzy uległ wypadkowi w 1938 roku.